# Æneas Mackay
Pour les articles homonymes, voir Mackay.
Æneas, baron Mackay, né à Nimègue le 29 novembre 1839 et mort à La Haye le 13 novembre 1909, est un homme d'État néerlandais, président du Conseil des ministres entre 1888 et 1891.

## Biographie
Mettant la religion chrétienne au centre de sa primature, il permet aux premières subventions gouvernementales pour l'enseignement privé d'être allouées. Son gouvernement fait également en ce sens prendre un tournant décisif dans la guerre scolaire et marqua le début du déclin de l'hégémonie des libéraux au cours du XIXe siècle.
Le cabinet Mackay est soutenu par les antirévolutionnaires et les catholiques. Ce fut l'origine de la Rechtse Coalitie (« Coalition de Droite ») du début du XXe siècle.